# Seznam ameriških igralcev (Z)
- William Zabka
- Pia Zadora
- Steve Zahn
- Joe Zaso
- Cara Zavaleta
- Renée Zellweger
- Susanne Zenor
- Anthony Zerbe
- Chip Zien
- Nikki Schieler Ziering
- Madeline Zima
- Efrem Zimbalist mlajši
- Joseph Paul Zimmerman
- Chuck Zito
- Jessica Zucha
- Gilbert Lani Kauhi
- Daphne Zuniga